# 平安金融中心
平安金融中心（英語：Ping An Finance Center），初名平安國際金融中心（英語：Ping An International Finance Center）是位於中華人民共和國廣東省深圳市福田區福田街道的一个大型商業项目，地处深圳市CBD中心区，是深圳市标志性建筑，由深圳各地，以至香港大嶼山、馬鞍山、新界西多處、九龍半島甚至珠海、澳門（能見度高時）均可望見。项目占地1.9万平方米，分为塔楼、裙楼和整体地下室三部分；主塔楼118层（599米），裙楼11层、高55米；地下室5层，深29.8米，於2017年3月獲確認完工。建成后成为中国平安的總部以及配合广深港高铁的连接内地和香港的金融中心，同时为中国第二高楼及世界第五高楼，以及取代世界貿易中心一號大樓，成為世界可用樓層及總高度第一高辦公大樓。

## 历史
- 2007年11月6日，中国平安保险股份集团有限公司以16.565亿元的挂牌起始价投得福田中心区1号地块之地上權，年期為40年（直至2047年11月5日止）。
- 2009年8月29日，中国平安在深圳举行了平安国际金融中心奠基仪式，正式動工興建[4]，
- 2013年9月9日，平安國際金融中心與凱悅酒店集團正式簽約，將凱悅集團旗下頂級品牌「柏悅酒店」引入平安國際金融中心（南座），預計於2019年開業。
- 2014年7月24日，核心筒抬模第46次爬升至441.9米，可用樓層高度超越台北101，成為世界可用樓層最高純辦公大樓。
- 2014年11月14日，核心筒抬模第56次爬升至，高度超越11日前啟用的世界貿易中心一號大樓，成為世界最高純辦公大樓。
- 2014年12月29日，中心工程核心筒混凝土结构封顶，高度达555.1米[5]，
- 2015年4月30日，主体结构封顶，高度达592.1米（較原定遲一個月），並於5月4日獲確認。[6]
- 2016年12月8日，中國平安轄下的平安不動產遷入平安金融中心主樓28樓，成為入駐此項目的第一間企業。
- 2016年12月16日黃昏，大樓外牆燈光首次亮起（頂冠為紅燈），象徵主要機電系統已完成。
- 2017年3月28日凌晨（深圳時間，美國時間27日中午），CTBUH公佈確認平安金融中心（北座主樓）完工。該夜大樓亦首次正式亮燈。
- 2017年5月，CTBUH亦宣佈平安金融中心（南座）建築上封頂。
- 2018年2月10日，主樓頂層的觀景台「Free Sky雲際觀光」（541米）開始試營運。

## 入駐租戶列表

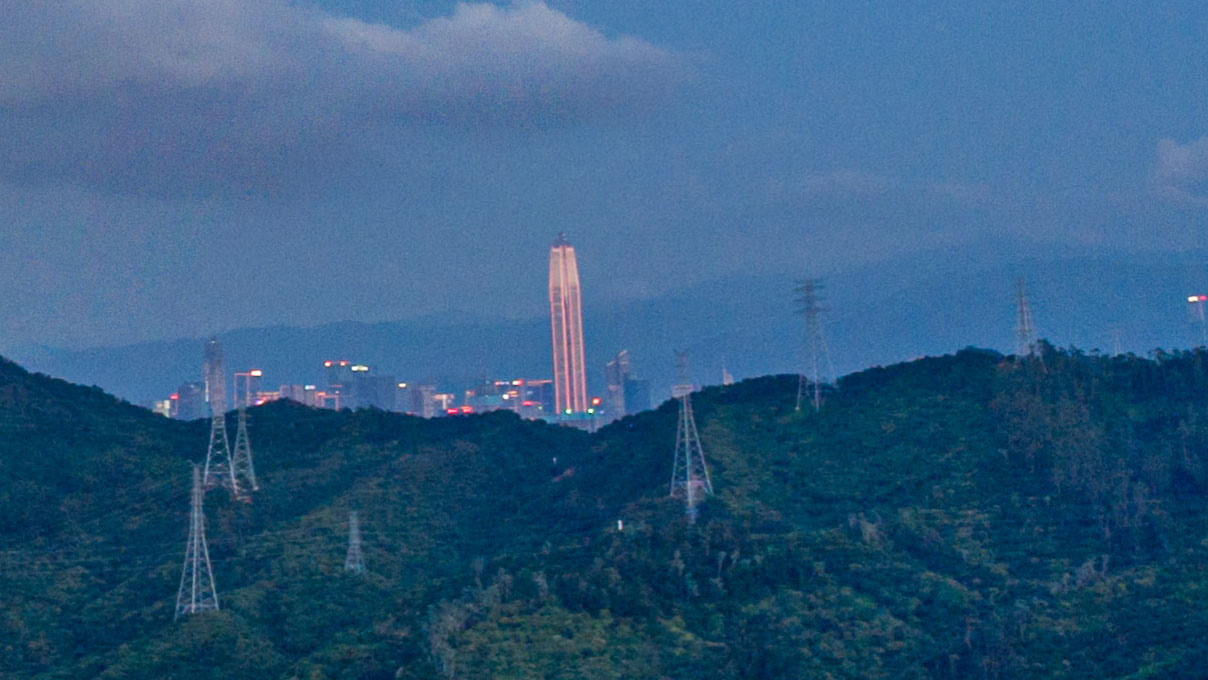
從南方科技大学上空230公尺遠望平安金融中心主樓，可見50樓以上部分

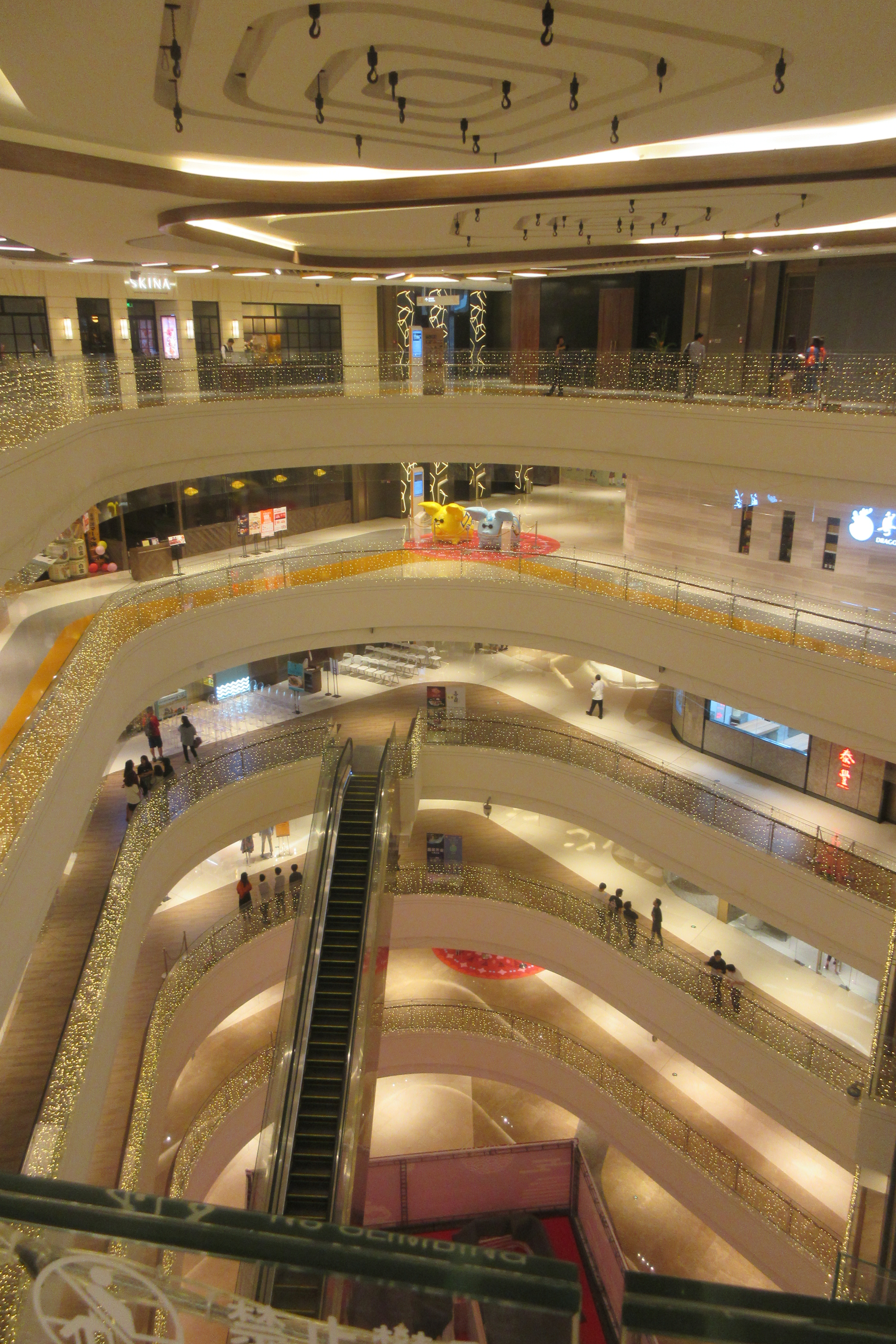
平安金融中心商場

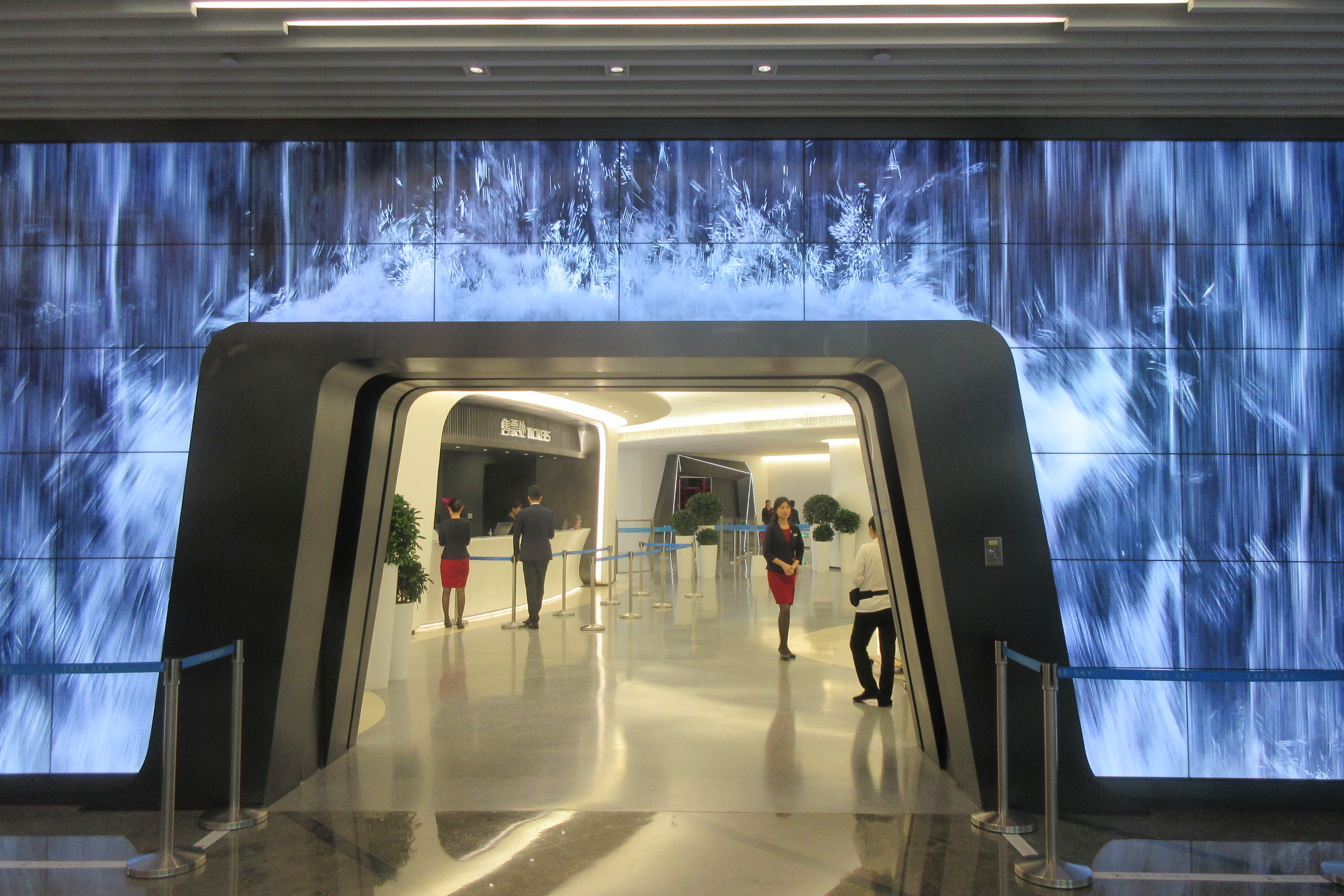
位於B1層的云际观光层入口

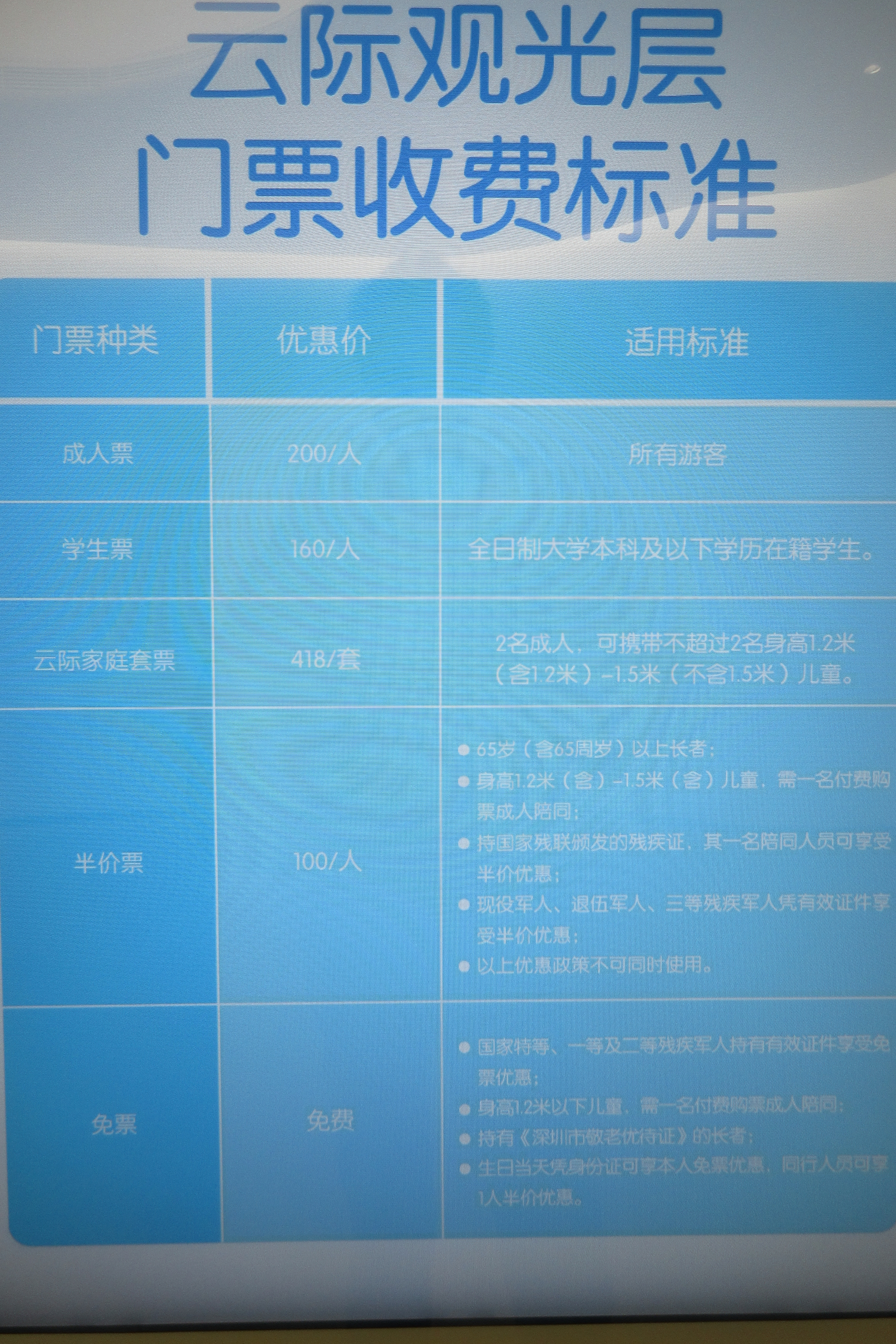
云际观光层門票收費標準

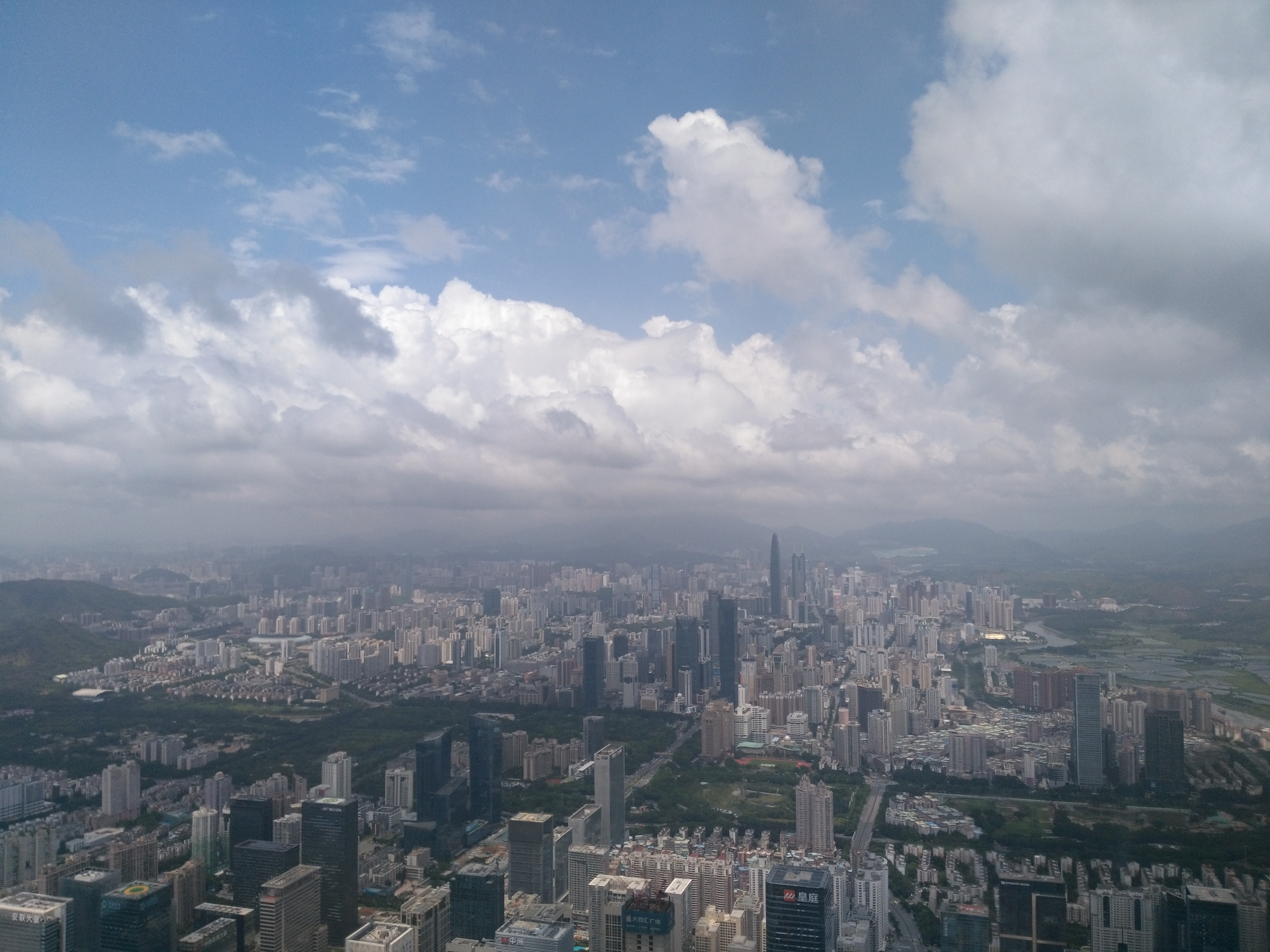
“雲際觀光”观光台上所见的深圳景色

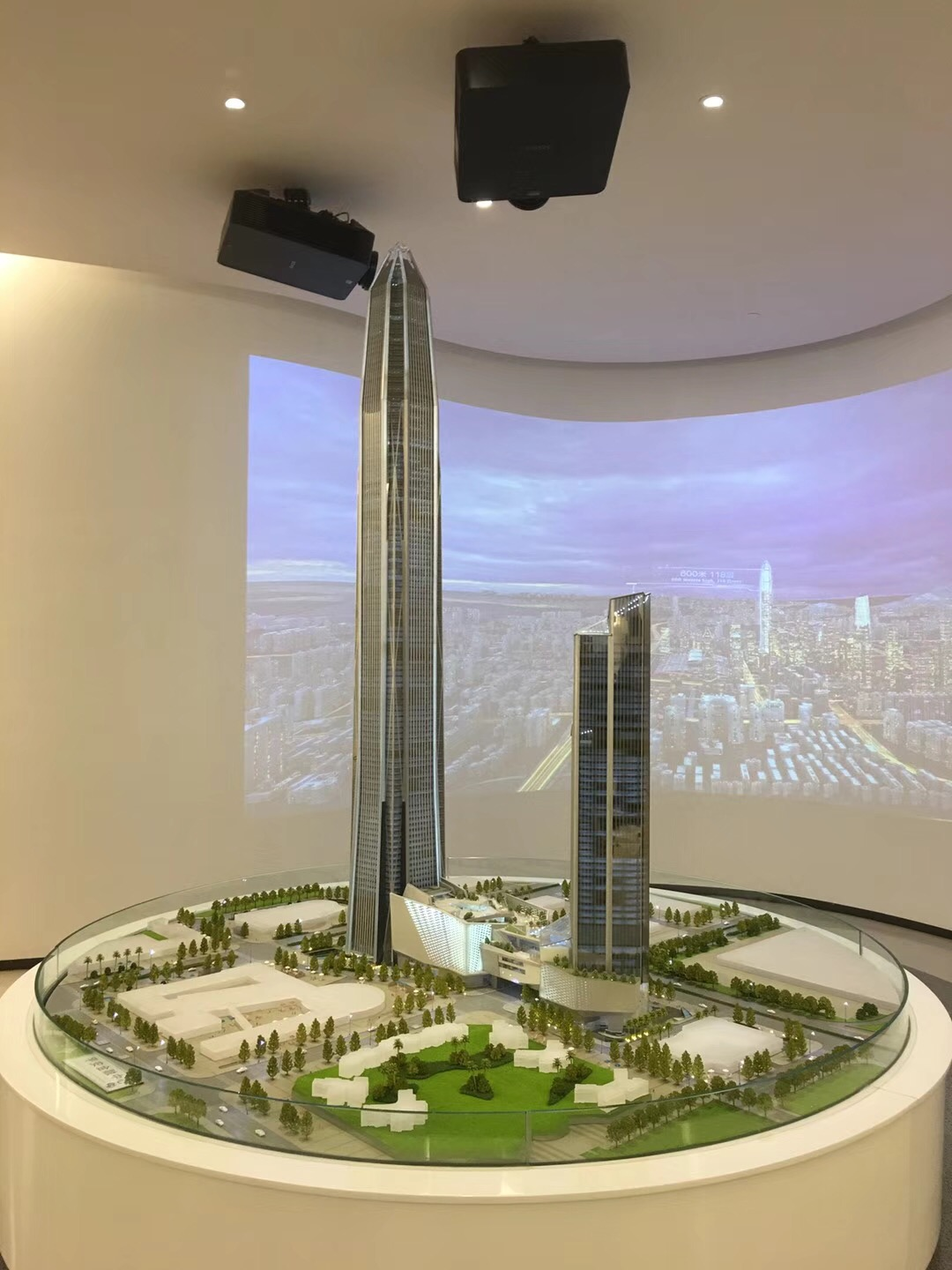
平安金融中心整体模型

### 主樓（北塔）
- 中國平安（佔最少六成樓面）
  - 公司總部（47-48，109-112樓）[7]
  - 平安證券（61-64樓）
  - 平安壹賬通（55樓）
  - 深圳前海金融资产交易所（53樓）
  - 平安人壽（14-16，44-46樓）[8]
  - 平安財險（12-13，38-40樓）[9]
  - 創新金融部（37樓）
  - 平安基金（34樓）[10]
  - 平安信託（27樓部分、29樓、3120及3122室、32-33樓）[11]
  - 平安不動產（27樓部分及28樓）
  - 平安股权投资管理有限公司（24樓）
  - 平安科技（21、23樓）
  - 平安綜合金融服務有限公司（4-5樓、11樓部分）
  - 平安健康（11樓部分）
- 北京市天同律師事務所（107樓）
- 盈科律師事務所（106樓）
- 永利金融（10306室）
- 深圳市汉辉企业咨询有限公司（103A室）
- 深圳中邦基金管理有限公司（102樓）
- 国盛金融控股集团股份有限公司（101樓）[12]
- 深圳市金信创投资有限公司（99樓）
- 深圳嘉石大岩资本管理有限公司（8801室）
- 深圳亿特供应链有限公司（8706室）
- 澳信移民（86樓）
- 雷格斯分租辦公空間（85樓）[13]
  - Google
  - 鄧白氏公司
- 中國國債結算有限公司（80樓）
- 飛尚實業集團有限公司（79樓）[14]
- 深圳市滨海基金管理有限公司（77樓）
- 匯富集團（78樓）
- 廣東雪松控股集團（76樓）[15]
- 北京市两高（深圳）律师事务所（75樓）
- 深圳市国泰鑫安资产管理有限公司（74樓）
- 瑞時會網絡科技（深圳）有限公司（73樓）
- 中金公司（72樓）[16]
- 天風證券（7103-7105室）[17]
- 深圳中科鋆盛投资咨询有限公司（7102室）
- 招商财富（深圳）数字资产有限公司（7008-09室）
- 深圳市华兵投资有限公司（7006室）
- 深圳騰博國際商務有限公司（7003-05室）
- 先锋基金管理有限公司（7001-02室）[18]
- 爱普科斯（上海）产品服务有限公司（6903B-04A室）
- 东莞新科技术研究开发有限公司（6902-03A室）
- 東電化（69樓部分）[19]
- 美中环球通航投资发展有限公司（6706室）
- 深圳市逸美旅行社（2706室）
- 深圳中智经济技术合作有限公司（20樓）

### 副樓（南塔）

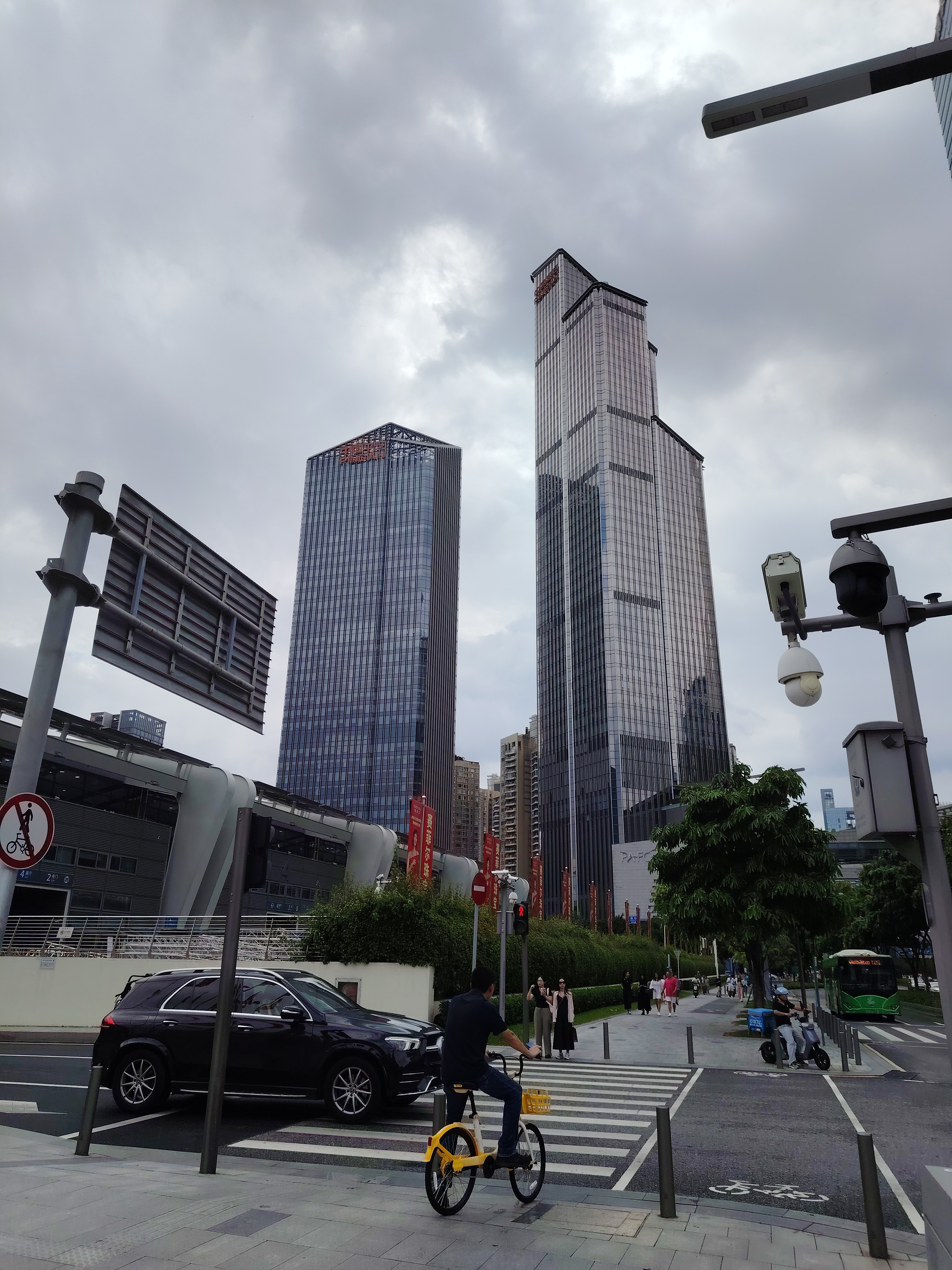
左边是平安财险大厦，右边是平安金融中心南塔

凱悅酒店集團旗下柏悅酒店已經在2019年7月29日開業，佔用大樓32樓以上樓層。其餘部分（11-31樓）則為辦公室，平安銀行已佔用所有樓層（除13樓為平安財險臨時辦公室，已於2023年2月隨著附近的平安財險大廈落成啟用後遷出），時間未知。

### 商場
商場名為平安金融中心商場（英文：PAFC Mall），位於主樓和副樓之間，樓高十層（地面九層，地下一層），另設有地下停車場。商場於2018年3月開業，初期只有L5至L9層部分商舖開業，包括豚王、桂滿隴、莆田等食肆和一兆韋德健身會所，而蔚來承租L1-L2層，於2018年開業。2019年，B1層開業，引入永輝超市旗下超級物種，為福田CBD內第三家；亦引入連城新天地美食廣場。
2023年4月，华润万象生活与平安不动产签署战略合作协议，PAFC MALL将据此协议交由华润万象生活进行运营。同年6月起，华润万象生活正式接手PAFC MALL运营。

### 觀景台
觀景台命名為「云际观光层」，位於116層（547.6米），而入口則位於B1層。在2018年3月8日正式开业。遊人可從該處欣賞深圳市區、深圳河、福田口岸、皇岗口岸、香港的北區城市风貌、大埔區至沙田區一帶的山脊線、米埔自然保護區。現時成人票價200人民幣。

## 樓層規劃
由於南塔全幢均由柏悅酒店及平安銀行佔用，因此不另列出。
| 樓層 | 設備/承租戶                                                                                              |
| ---- | --- |
| 119  | 機電層（核心筒頂部升降機機房、水缸及往尖冠洗窗機攀梯）                                                   |
| 118  | 傲廬·饗酌                                                                                                |
| 117M | 服務電梯廳通往118層                                                                                      |
| 117  | 傲廬·粵饌、雲際觀光-宴會廳                                                                               |
| 116M | 觀景台夾層                                                                                               |
| 116  | 雲際觀光（Free Sky）觀景台（前官方高度541米，現修正為547.6米）                                           |
| 115  | 雲際觀光-田舍家日本料理餐廳（535米）                                                                     |
| 114  | 機電層、避火層（2台阻尼器安裝在114樓，524米）                                                            |
| 113  | 機電層、避火層（2台阻尼器安裝在114樓，524米）                                                            |
| 112  | 中國平安（公司總部）                                                                                     |
| 111  | 中國平安（公司總部）                                                                                     |
| 110  | 中國平安（公司總部）                                                                                     |
| 109  | 中國平安（公司總部）                                                                                     |
| 108  | 辦公樓層                                                                                                 |
| 107  | 北京市天同律師事務所                                                                                     |
| 106  | 盈科律師事務所                                                                                           |
| 105  | 辦公樓層                                                                                                 |
| 104  | 辦公樓層                                                                                                 |
| 103  | 深圳市漢輝企業諮詢有限公司（103A室）、永利金融（10306室）                                                |
| 102  | 深圳中邦基金管理有限公司                                                                                 |
| 101  | 國盛金融控股集團股份有限公司                                                                             |
| 100  | 深圳前海天玑财富管理有限公司                                                                             |
| 99   | 深圳市金信創投資有限公司                                                                                 |
| 98   | 避火層（中空部份）                                                                                       |
| 97   | 機電層、避火層                                                                                           |
| 96   | 辦公樓層                                                                                                 |
| 95   | 辦公樓層                                                                                                 |
| 94   | 辦公樓層                                                                                                 |
| 93   | 辦公樓層                                                                                                 |
| 92   | 辦公樓層                                                                                                 |
| 91   | 辦公樓層                                                                                                 |
| 90   | 辦公樓層                                                                                                 |
| 89   | 辦公樓層                                                                                                 |
| 88   | 深圳嘉石大岩资本管理有限公司（8801室）                                                                   |
| 87   | 深圳亿特供应链有限公司（8706室）                                                                         |
| 86   | 澳信移民                                                                                                 |
| 85   | 雷格斯分租辦公空間                                                                                       |
| 84   | 空中大堂2                                                                                                |
| 83   | 空中大堂2                                                                                                |
| 82M  | 機電層、避火層                                                                                           |
| 82   | 機電層、避火層                                                                                           |
| 81   | 機電層、避火層                                                                                           |
| 80   | 中國國債結算有限公司                                                                                     |
| 79   | 飛尚實業集團有限公司                                                                                     |
| 78   | 匯富集團                                                                                                 |
| 77   | 深圳市滨海基金管理有限公司                                                                               |
| 76   | 廣東雪松控股集團                                                                                         |
| 75   | 北京市两高（深圳）律师事务所                                                                             |
| 74   | 深圳市國泰鑫安資產管理有限公司                                                                           |
| 73   | 瑞時會網絡科技（深圳）有限公司                                                                           |
| 72   | 中金公司                                                                                                 |
| 71   | 深圳中科鋆盛投资咨询有限公司（7102室）、天風證券（7103-05室）                                            |
| 70   | 先锋基金管理有限公司、深圳騰博國際商務有限公司、深圳市华兵投资有限公司、招商財富（深圳）數字資產有限公司 |
| 69   | 東電化、東莞新科技術研究開發有限公司（6902-03A室）、爱普科斯（上海）产品服务有限公司（6903B-04A室）      |
| 68   | 辦公樓層                                                                                                 |
| 67   | 美中环球通航投资发展有限公司（6706室）                                                                   |
| 66   | 避火層（中空部份）                                                                                       |
| 65   | 避火層                                                                                                   |
| 64   | 平安證券                                                                                                 |
| 63   | 平安證券                                                                                                 |
| 62   | 平安證券                                                                                                 |
| 61   | 平安證券                                                                                                 |
| 60   | 辦公樓層                                                                                                 |
| 59   | 辦公樓層                                                                                                 |
| 58   | 辦公樓層                                                                                                 |
| 57   | 辦公樓層                                                                                                 |
| 56   | 辦公樓層                                                                                                 |
| 55   | 平安壹賬通                                                                                               |
| 54   | 辦公樓層                                                                                                 |
| 53   | 深圳前海金融資產交易所                                                                                   |
| 52   | 空中大堂1                                                                                                |
| 51   | 空中大堂1                                                                                                |
| 50M  | 機電層、避火層                                                                                           |
| 50   | 機電層、避火層                                                                                           |
| 49   | 機電層、避火層                                                                                           |
| 48   | 中國平安（公司總部）                                                                                     |
| 47   | 中國平安（公司總部）                                                                                     |
| 46   | 平安人壽                                                                                                 |
| 45   | 平安人壽                                                                                                 |
| 44   | 平安人壽                                                                                                 |
| 43   | 辦公樓層                                                                                                 |
| 42   | 辦公樓層                                                                                                 |
| 41   | 辦公樓層                                                                                                 |
| 40   | 平安財險                                                                                                 |
| 39   | 平安財險                                                                                                 |
| 38   | 平安財險                                                                                                 |
| 37   | 中國平安（創新金融部）                                                                                   |
| 36   | 避火層（中空部份）                                                                                       |
| 35   | 避火層                                                                                                   |
| 34   | 平安基金                                                                                                 |
| 33   | 平安信託                                                                                                 |
| 32   | 平安信託                                                                                                 |
| 31   | 平安信託（3120及3122室）                                                                                 |
| 30   | 辦公樓層                                                                                                 |
| 29   | 平安信託                                                                                                 |
| 28   | 平安不動產                                                                                               |
| 27   | 平安信託、平安不動產、深圳市逸美旅行社（2706室）                                                         |
| 26   | 機電層、避火層                                                                                           |
| 25   | 機電層、避火層                                                                                           |
| 24   | 平安股权投资管理有限公司                                                                                 |
| 23   | 平安科技                                                                                                 |
| 22   | 辦公樓層                                                                                                 |
| 21   | 平安科技                                                                                                 |
| 20   | 深圳中智经济技术合作有限公司                                                                             |
| 19   | 辦公樓層                                                                                                 |
| 18   | 辦公樓層                                                                                                 |
| 17   | 辦公樓層                                                                                                 |
| 16   | 平安人壽                                                                                                 |
| 15   | 平安人壽                                                                                                 |
| 14   | 平安人壽                                                                                                 |
| 13   | 平安財險                                                                                                 |
| 12   | 平安財險                                                                                                 |
| 11   | 平安綜合金融服務有限公司、平安健康                                                                       |
| 10   | 機電層                                                                                                   |
| 9    | 避火層                                                                                                   |
| 8    | 寫字樓大堂、PAFC Mall連接通道                                                                            |
| 7    | 寫字樓大堂、PAFC Mall連接通道                                                                            |
| 6    | 喜公館（PAFC Mall N408號舖）                                                                             |
| 5    | 平安綜合金融服務有限公司                                                                                 |
| 4    | 平安綜合金融服務有限公司、雲際觀光出口處、PAFC Mall連接通道                                              |
| 3    | 寫字樓大堂、PAFC Mall連接通道                                                                            |
| 2    | 寫字樓大堂、PAFC Mall連接通道                                                                            |
| 1    | 寫字樓大堂、PAFC Mall連接通道                                                                            |
| B1   | 雲際觀光入口處及售票處、寫字樓大堂、PAFC Mall連接通道、通往深圳地鐵購物公園站出入口                      |
| B2   | 雲際觀光入口處、貨物起卸區、機電層                                                                       |
| B3   | 停車場、機電層                                                                                           |
| B4   | 停車場、機電層                                                                                           |
| B5   | 停車場、機電層                                                                                           |

## 電梯配置
深圳平安金融中心北塔采用了由迅达、奥的斯、通力、日立提供的高速电梯，其中33部由迅达提供的双轿厢办公客梯配備PORT智能分配系統，最高运行速度可达7 m/s；3部由通力提供的穿梭电梯来往于观景台，每台可载2250kg/30人；其余升降机均由日立提供，两部服务电梯上行速度最快可达10 m/s，且大型载货电梯为日立行程最长的电梯，可载4500kg/60人
| 制造厂商 | 电梯单位内编号 | 区组安装台数 | 服务楼层                               | 运行速度             | 额定载重 | 类型         | 区域     | 备注 |
| -------- | -------------- | ------------ | -------------------------------------- | -------------------- | -------- | ------------ | -------- | --- |
| 迅达     | O1-1 ~ O1-3    | 3            | 1/2、3-5、7/8、10-18                   | 5 m/s                | 1800kg×2 | 双层区间客梯 | 写字楼区 | 3/F-5/F、7/F-8/F、10/F通常情况下不停靠                                                                                     |
| 迅达     | O1-4 ~ O1-6    | 3            | 1/2、3-5、7/8、11-24                   | 5 m/s                | 1800kg×2 | 双层区间客梯 | 写字楼区 | 3/F-5/F、7/F-8/F、11/F-16/F通常情况下不停靠                                                                                |
| 迅达     | O2-1 ~ O2-4    | 4            | 1/2、3-5、7/8、27-34                   | 6 m/s                | 1600kg×2 | 双层区间客梯 | 写字楼区 | 3/F-5/F、8/F通常情况下不停靠                                                                                               |
| 迅达     | O3-1 ~ O3-5    | 5            | 1/2、3-5、7/8、33/34、37-48            | 7 m/s                | 1600kg×2 | 双层区间客梯 | 写字楼区 | 3/F-5/F、7/F-8/F通常情况下不停靠                                                                                           |
| 迅达     | O4-1 ~ O4-4    | 4            | 51/52、53-64                           | 3.5 m/s              | 1600kg×2 | 双层区间客梯 | 写字楼区 | |
| 迅达     | O5-1 ~ O5-5    | 5            | 51/52、67-80                           | 4 m/s                | 1600kg×2 | 双层区间客梯 | 写字楼区 | |
| 迅达     | O6-1 ~ O6-4    | 4            | 83/84、85-96                           | 3.5 m/s              | 1600kg×2 | 双层区间客梯 | 写字楼区 | |
| 迅达     | O7-1 ~ O7-5    | 5            | 83/84、99-112                          | 4 m/s                | 1600kg×2 | 双层区间客梯 | 写字楼区 | |
| 奥的斯   | O8-1 ~ O8-2    | 2            | 108-112、115-116、117、118             | 1.75 m/s             | 1600kg   | 区间客梯     | 观景台   | |
| 日立     | C1-1 ~ C1-2    | 2            | 1、4-5                                 |                      | 1600kg   | 专用客梯     | 写字楼区 | |
| 日立     | OP-1 ~ OP-2    | 2            | B5-B3、B1-2                            | 1.75 m/s             | 1350kg   | 专用客梯     | 停车场   | |
| 奥的斯   | S1-1 ~ S1-6    | 6            | B1/1、3、7/8、51/52                    | 7 m/s                | 1800kg×2 | 双层穿梭客梯 | 写字楼区 | S1-1 ~ S1-3可停49/F；7/F、49/F通常情况下不停靠                                                                             |
| 奥的斯   | S2-1 ~ S2-6    | 6            | B1/1、3、7/8、83/84                    | 9 m/s                | 1800kg×2 | 双层穿梭客梯 | 写字楼区 | S2-1 ~ S2-3可停81/F；7/F、81/F通常情况下不停靠                                                                             |
| 通力     | OB-1 ~ OB-3    | 3            | B3-1、4、97、115-116                   | 10 m/s               | 2250kg   | 穿梭客梯     | 观景台   | OB-1用作顶层餐厅穿梭客梯，B3/F-B2/F、4/F、97/F、116/F通常情况下不停靠 其余电梯B3/F、B1/F、1/F、97/F、115/F通常情况下不停靠 |
| 日立     | FE-1 ~ FE-2    | 2            | B2-113                                 | 上行10 m/s 下行6 m/s | 1600kg   | 服务电梯     | 全部分区 | 装潢已改造，目前用作行政人员专用电梯                                                                                       |
| 日立     | FL-1           | 1            | B2-13                                  | 1.75 m/s             | 1350kg   | 区间服务电梯 | 写字楼区 | |
| 日立     | FL-2           | 1            | B2-49                                  | 5 m/s                | 1600kg   | 服务电梯     | 写字楼区 | |
| 日立     | FL-3 ~ FL-4    | 2            | 113-117                                | 1.75 m/s             | 1350kg   | 区间服务电梯 | 观景台   | FL-3可停117M/F |
| 日立     | FL-5           | 1            | 14-22                                  | 1.75 m/s             | 1350kg   | 区间服务电梯 | 写字楼区 | |
| 日立     | FL-6           | 1            | 23-35                                  | 1.75 m/s             | 1350kg   | 区间服务电梯 | 写字楼区 | |
| 日立     | FL-7           | 1            | 37-49                                  | 1.75 m/s             | 1350kg   | 区间服务电梯 | 写字楼区 | |
| 日立     | FL-8           | 1            | 51-65                                  | 1.75 m/s             | 1350kg   | 区间服务电梯 | 写字楼区 | |
| 日立     | FL-9           | 1            | 67-80                                  | 1.75 m/s             | 1350kg   | 区间服务电梯 | 写字楼区 | |
| 日立     | FL-10          | 1            | 83-96                                  | 1.75 m/s             | 1350kg   | 区间服务电梯 | 写字楼区 | |
| 日立     | FL-11          | 1            | 99-111                                 | 1.75 m/s             | 1350kg   | 区间服务电梯 | 写字楼区 | |
| 日立     | FT-1           | 1            | B2-50、51-82、83-115                   | 4 m/s                | 4500kg   | 大型载货电梯 | 全部分区 | 日立行程最长的电梯 |
| 日立     | VIP            | 1            | B3、1、9、17-18、30-31、42-43、108-112 | 6 m/s                | 1150kg   | 行政客梯     | 写字楼区 | |

所有电梯不停靠以下樓層：36/F、66/F、98/F

## 交通
深圳地鐵1號綫和3號綫購物公園站新建D2出口連接B1層商場，已於2019年啟用。此外，大廈附近的福華路、福華三路、益田路、民田路亦有多綫公交途經。另外，透過連接購物公園站連接連城新天地地下街，從連城新天地步行數分鐘可到達廣深港高速鐵路福田站。

## 争议

### 海砂风波
2013年3月，有消息指中国第一高楼平安国际金融中心或為危楼，建設時涉嫌使用不合格海砂混凝土，氯離子含量超標，将严重腐蚀建筑中的钢筋，產生楼塌人亡的隐患。平安国际金融中心因此事件被深圳住建局责令停工整顿。業界更指出該現象並非個例，深圳建楼的过程中，施工方使用大量海砂已是「公开的秘密」，一般來說採用海砂建築的使用壽命一般都會剩下幾分之一，二十多年後就可能無法居住。後來建築經多次抽芯，檢查深度達12釐米，分析後顯示成分正常，遂於月內復工。

### 降高
2015年1月15日，有消息指因对深圳空域内的航行安全和效率造成负面影响，作为深圳未来的新地标，平安国际金融中心拟建高度将从此前的660米调降至592.5米。但仍无官方确认，中国平安方面仅表示“不追求中国第一高楼”，這表示該大樓將不會超過上海中心632米的高度。

### 工業意外
2018年3月27日，平安金融中心南塔工地發生工業意外，導致一名工人死亡。事後，總承建商中國建築一局，以及二判深圳永恒工程开发有限公司因而被市住建局下令禁止投標3個月。

## 毗鄰建築物
- 深圳會展中心
- 深圳福田香格里拉大酒店
- 平安財險大廈
- 福田COCO Park
- 連城新天地